# Sergio Asti
Sergio Asti (Milano, 25 maggio 1926 – Milano, 27 luglio 2021) è stato un architetto e designer italiano.

## Biografia

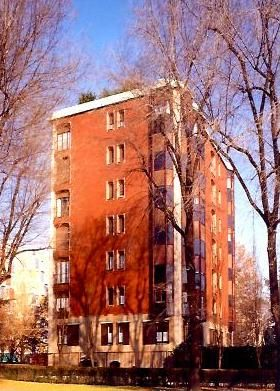
Sergio Asti.

Dopo la laurea in Architettura al Politecnico di Milano, si formò alla professione nella Milano degli anni cinquanta, e fu assistente alla cattedra di Architettura degli interni (1953-1958).
Nell'ambito dell'Industrial Design è stato tra i primi, negli anni cinquanta ad affrontare questo problema. È stato tra i fondatori dell'ADI.
Ha fatto parte di vari Comitati Esecutivi e Commissioni di Lavoro della stessa ADI.
Ha tenuto corsi di Insegnamento relativi all'I.D. presso l'Istituto Superiore d'Arte di Venezia e, all'estero, presso l'Istituto Sperimentale Superiore di Shizuoka, in Giappone.
Ha tenuto numerose conferenze ed ha fatto parte di Tavole Rotonde in Italia ed all'estero, in particolare in Francia, Germania, Portogallo, Stati Uniti, Giappone, Cina, India e Thailandia.
Ha partecipato a numerose Giurie per Concorsi di Architettura e I.D., in Italia ed all'estero.
Molti oggetti disegnati da Sergio Asti sono presenti nelle collezioni dei più importanti Musei, e nelle collezioni private in Italia e all'Estero.
Molti sono i riconoscimenti ricevuti in varie occasioni: Triennale di Milano, Compasso d'Oro, MoMA di New York, Philadelphia Museum, Bienale Industrijskega Oblikovanja di Lubiana, e premi ricevuti all'estero (Francia, Giappone).
È stato invitato in più occasioni a realizzare Esposizioni collettive e personali: in Italia, Canada, Stati Uniti, Giappone, Germania, Paesi Bassi, Svezia, Danimarca, Brasile, Francia.

## Opere architettoniche rilevanti
Numerosi sono i suoi progetti e realizzazioni di architettura, di arredamento, di allestimenti espositivi in Italia ed all'estero.
- Milano (Fiera Campionaria, padiglione Ignis, 1959)
- Milano (edificio ad appartamenti, via Jenner, 1960)
- Lerici (Casa F.C.,1960)
- Arenzano (Case G.T., D.T., 1960)
- Brianza (Casa G.C.C., progetto, 1960)
- Milano (edificio ad appartamenti La Tizianella, 1961)
- Milano (edificio ad appartamenti, via Ciovasso, 1968)
- Piani d'Ivrea (complesso residenziale ad appartamenti, progetto, 1961)
- Novara (municipio, progetto-concorso, 1962)
- Brianza (Casa G.C., progetto, 1963)
- Brienno (Casa L.G., 1967)
- Milano (Negozio Marano, 1968)
- Milano (Negozio Marano, 1971)
- Durban (casa, progetto, 1992)
- Milano (piazza Duca d'Aosta-Stazione Centrale, fontana, progetto, 2002)
- Comerio (VA) (show room e uffici Ignis, 1958)
- Milano (night-club-ristorante Charly Max, 1963)
- Milano (show room FIAT, 1964)
- Milano (night-club-ristorante Fitzgerald, 1967)
- Milano (negozio calzature Marano, 1971)
- Milano (show room pellicceria Melegari & Costa, 1972)
- Milano (ufficio Presidenza e Sala riunioni Presidenza Fisi, 1976)
- Milano (negozio abbigliamento Celine, 1976)
- Milano (agenzia n.1 M.P.S., 1986)
- Milano (X triennale, ordinamento e allestimento sezione Oggetto d'eccezione, 1954)
- Milano (XI triennale, ordinamento e allestimento della sezione Industrial design, 1957)
- Parigi (Esposizione Internazionale, ordinamento e allestimento Padiglione Italia Ice 1958)
- Teheran (Esposizione Italia, allestimento spazio Pirelli 1958)
- Parigi (Esposizione Internazionale, allestimento Padiglione Italia Ice 1962)
- Milano (La Rinascente, ordinamento e allestimento manifestazione Belle come mai 1968)
- Milano (La Rinascente, ordinamento e allestimento manifestazione Meno fatica per favore 1969)
- Milano (Fiera Internazionale Elettrodomestici, allestimento spazi Rex Zanussi 1971)
- Torino (Eurodomus, ordinamento e allestimento spazio Flexform 1972)
- Stoccolma (Istituto italiano di cultura, ordinamento e allestimento manifestazione Fem Italienska Designer I Stockholm 1974)
- Cannes(VII International Tax-free trad., allestimento spazio Reemtsma 1980)
- Nizza (III World Tobacco Exhibition, allestimento dello spazio Reemtsma 1980)

## Esposizioni e manifestazioni
Molti suoi lavori sono stati esposti in manifestazioni temporanee o sono presenti in esposizioni permanenti.
- Berlino (Industrieausstellung, 1968)
- Bruxelles (Design Centre, 1971)
- Bruxelles (Musee Plasticarium, 1996)
- Buenos Aires (Expo Int., 1963)
- Colonia (Handwerkskammer Heumarkyt, 1970)
- Colonia (Hiltrud Jordan Gallery, 1989)
- Copenhagen (Istituto Italiano di Cultura, 1977)
- Copenhagen (SIF, 1972)
- Karlshue (Deutsche Werkbund, 1970)
- Kyoto (Int.Craft Centre, 1983)
- Lisbona (Int. Design, 1971)
- Londra (Design Museum, 1989)
- Londra (Int. Trade Centre, 1968)
- Londra (Victoria and Albert Museum, 1971)
- Losanna (IV Salon L'Ameublement, 1975)
- Lubijana (BIO 1973, 1984, 1986)
- Milano (ICSID, 1983)
- Milano (Museo Poldi Pezzoli, 1972)
- Milano (Osservatorio Delle Arti Industriali 1960)
- Milano (Triennale, 1957, 1960, 1964, 1968, 1970, 1973)
- Monaco (Exempla '80, 1980)
- Montreal (Expo Int., 1967)
- Murano (Museo Vetrario, 1985)
- New York (Corning Museum, 1986, 1987)
- New York (Design Research, 1970)
- New York (Georg Jensen, 1972)
- New York (MOMA 1959, 1963, 1965, 1971, 1972, 1977, 2005)
- New York (MOMA, Italy The New Domestic Landscape, 1972)
- New York (The American Craft Museum, 1980)
- Osaka (Osaka Museum, 1982)
- Parigi (Formes Industrielles, 1963)
- Philadelphia Museum (1983, 2008)
- San Antonio (San Antonio Museum, 1968)
- Sau Paulo do Brasil (Sistema Italia 1989)
- Teheran (Int. Design Exhibition 1975)
- Tel Aviv (Modern Living, 1978)
- Tokyo (Istituto Italiano Di Cultura, 1976, 1982)
- Tokyo (Matsuya Design Gallery, 1981)
- Toronto (World Craft Council 1974)
- Tsukuba (EXPO ‘85, 1985)
- Venezia (Biennale, 1962, 1964, 1966)
- Vienna (XX Jahrhundert Museum, 1972)

## Industrial design
Ha collaborato, e collabora, con varie, tra le più importanti, aziende che operano nel settore dell'arredamento, dell'illuminazione, dell'automobile, dei casalinghi, degli elettrodomestici, della radio-TV, della ceramica, del vetro.

## Premi e riconoscimenti
Ha ricevuto numerosi riconoscimenti e premi in Italia ed all'estero.
- 1955, 1956, 1959, 1970: Compasso D'Oro: Segnalazione d'Onore
- 1957: Milano, Triennale: Medaglia d'Oro, Medaglia d'Argento
- 1962: Compasso D'Oro: Compasso d'Oro
- 1962: Novara: Municipio (concorso): Segnalazione d'Onore
- 1972: Premio Macef: 1º Premio
- 1973, 1981, 1984, 1986, 1994, 1996: Lubiana, Bio: Diploma d'Onore
- 1974: Toronto,World Crafts Council: Diploma d'Onore
- 1980: Hannover, Good Industrial Design: 1º Premio
- 1982: Parigi: Institute D'Esthetique Industrille: Diploma d'Onore
- 1983: Tokyo: Ministero Dell'Industria: 1º Premio
- 2006: Tokyo: Japanese Modern 100: Diploma d'Onore